# La Madone Mackintosh
La Madone Mackintosh  ou Madonna della torre est une peinture religieuse (78,80 × 64,20 cm), datant de 1509/1511, exécutée par Raphaël, et actuellement conservée à la National Gallery de Londres. 

## Historique
Le tableau est d'abord connu sous le nom Madonna della torre  (« Vierge de la tour ») à cause d'un édifice visible sur la gauche de l'arrière-plan, puis Madone Mackintosh, par les  propriétaires qui ont suivi. Entretemps il avait été la propriété du duc d'Orléans au palais Royal de Paris (1727), repéré comme une peinture sur bois ; plus tard il est considéré comme une peinture sur toile, probablement par suite d'un transfert (entre 1727 et 1786).
L'œuvre date des premières années du séjour romain du maître et est tellement endommagée que l'on a une idée incertaine de son état original.
Les cartons préparatoires sont conservés au British Museum à Londres et ont été probablement utilisés par la suite par Domenico Alfani comme base pour une peinture datée de 1518 conservée à la Galerie nationale de l'Ombrie de Pérouse. Il est avéré que Raphaël a fourni à Alfani des dessins dans d'autres occasions.
Le peintre italien Giovanni Battista Salvi dit  Sassoferrato et le peintre français Ingres en firent également des copies à l'identique d'après les mêmes dessins, en 1806. 

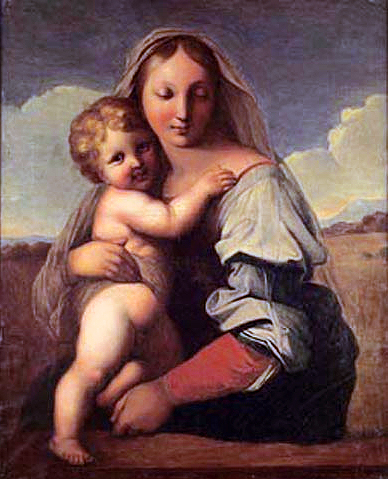
Le même tableau refait par Ingres.

## Thème
Conformément à l'iconographie chrétienne, le tableau représente une Vierge à l'Enfant, dans la pose de Jésus habituelle dans les bras de sa mère pour plus d'humanité.

## Description
La Vierge en buste est orientée des trois-quarts vers la gauche du tableau, le visage de face, touchant  celui de son fils, nu et debout, la jambe droite tendue, la gauche repliée, le pied dans la main de sa mère.
Marie est  habillée traditionnellement de rouge et de bleu (symboles de la Passion future de son fils et de sa pureté), porte un voile évanescent descendant de sa tête vers ses épaules ; elle affiche un regard indistinct, les yeux mi-clos ; Jésus regarde franchement vers le spectateur.
En arrière-plan, on distingue un paysage collinaire à droite,  sombre, avec des édifices à gauche, se perdant à l'horizon délimité à mi-hauteur du cadre.

## Analyse
Le tableau ne permet pas de retrouver les caractéristiques propres à Raphaël. 
Cependant l'attribution à l'artiste est considérée certaine sur la base des études préliminaires.

## Sources
- Voir liens externes